# Општина Страмтура (Марамуреш)
Страмтура (рум. Strâmtura) општина је у Румунији у округу Марамуреш.
Oпштина се налази на надморској висини од 564 m.